# Maqo Çomo
Maqo Pandi Çomo (ur. 14 marca 1922 we wsi Hoçisht, okręg Devoll, zm. 23 stycznia 1998 w Tiranie) – albański polityk komunistyczny i więzień polityczny, minister rolnictwa w latach 1954–1960.

## Życiorys
Pochodził z ubogiej rodziny. W 1927 jego ojciec wyemigrował najpierw do Argentyny, potem do Stanów Zjednoczonych i nie utrzymywał kontaktów z rodziną. Brak ojca spowodował, że Maqo po ukończeniu pięciu lat szkoły w Hoçisht zaczął pracować fizycznie na utrzymanie rodziny. W 1936 był zatrudniony w firmie handlowej, następnie w kopalni węgla, a w latach 1938–1942 w browarze Skëndera Pojaniego w Durrësie.
Od 1941 działał w ruchu oporu, zajmując się początkowo propagandą, a od 1942 walcząc w jednym z oddziałów Armii Narodowo-Wyzwoleńczej. W marcu 1943 wstąpił do Komunistycznej Partii Albanii. W latach 1943–1944 pełnił funkcję zastępcy komisarza w batalionie Fuat Babani, a następnie zastępcy komisarza w XV Brygadzie Uderzeniowej.
Po zakończeniu wojny uzupełniał wykształcenie w zakresie szkoły średniej. W styczniu 1945 objął stanowisko zastępcy komisarza Dywizji Obrony Ludu. W marcu 1946 uzyskał awans na stopień kapitana klasy 1. Od 17 września do 25 listopada 1946 pełnił funkcję instruktora kadrowego w 5 dywizji piechoty stacjonującej w Gjirokastrze. 13 grudnia 1948 objął stanowisko komisarza w Dywizji Obrony Ludu Enver. 
W lutym 1951 rozpoczął pracę w ministerstwie spraw wewnętrznych, w którym kierował wydziałem politycznym. Od marca 1951 do marca 1952 pełnił funkcję wiceministra spraw wewnętrznych, a także komendanta głównego Policji Ludowej (Policia Popullore). W 1953 pełnił funkcję wiceministra zaopatrzenia. W lipcu 1954 mianowany ministrem rolnictwa, którą to funkcję pełnił do 11 stycznia 1960. Jako deputowany zasiadał w Zgromadzeniu Ludowym.
W listopadzie 1960 został usunięty z zajmowanych stanowisk – w oficjalnym dzienniku Zëri i Popullit uzasadniano tę decyzję zaniedbywaniem obowiązków ministerialnych. Mianowany dyrektorem kołchozu w Goranxhi k. Gjirokastry po roku stracił także i to stanowisko. 20 marca 1961 utracił mandat deputowanego do parlamentu. Został internowany wraz z rodziną początkowo we wsi Kuç, a następnie w Progonacie (okręg Tepelena). W 1962 został oddzielony od rodziny i umieszczony w obozie pracy w Zvërnecu k. Wlory. 23 sierpnia 1967 aresztowany przez funkcjonariuszy Sigurimi. W tym samym roku stanął przed sądem i 3 listopada 1967 został skazany na 20 lat więzienia za uprawianie wrogiej agitacji. W 1976 trafił do więzienia w Burrelu. Uwolniony w 1987, ponownie spotkał się z rodziną w Cërriku, gdzie wszyscy byli internowani do 1991. W 1995 został uznany przez sąd za osobę prześladowaną przez reżim komunistyczny. Zmarł w Tiranie.

## Życie prywatne
W 1955 ożenił się z Liri Belishovą (było to jego drugie małżeństwo), miał z nią córkę Dritę i syna Petrita.